# Plebiscito costituzionale in Cile del 2023
Il plebiscito costituzionale in Cile del 2023 si è tenuto il 17 dicembre per approvare o respingere il progetto di nuova Costituzione predisposto dal Consiglio costituzionale, eletto in seguito alle elezioni dello stesso anno, essendo fallita la consultazione costituzionale precedente.

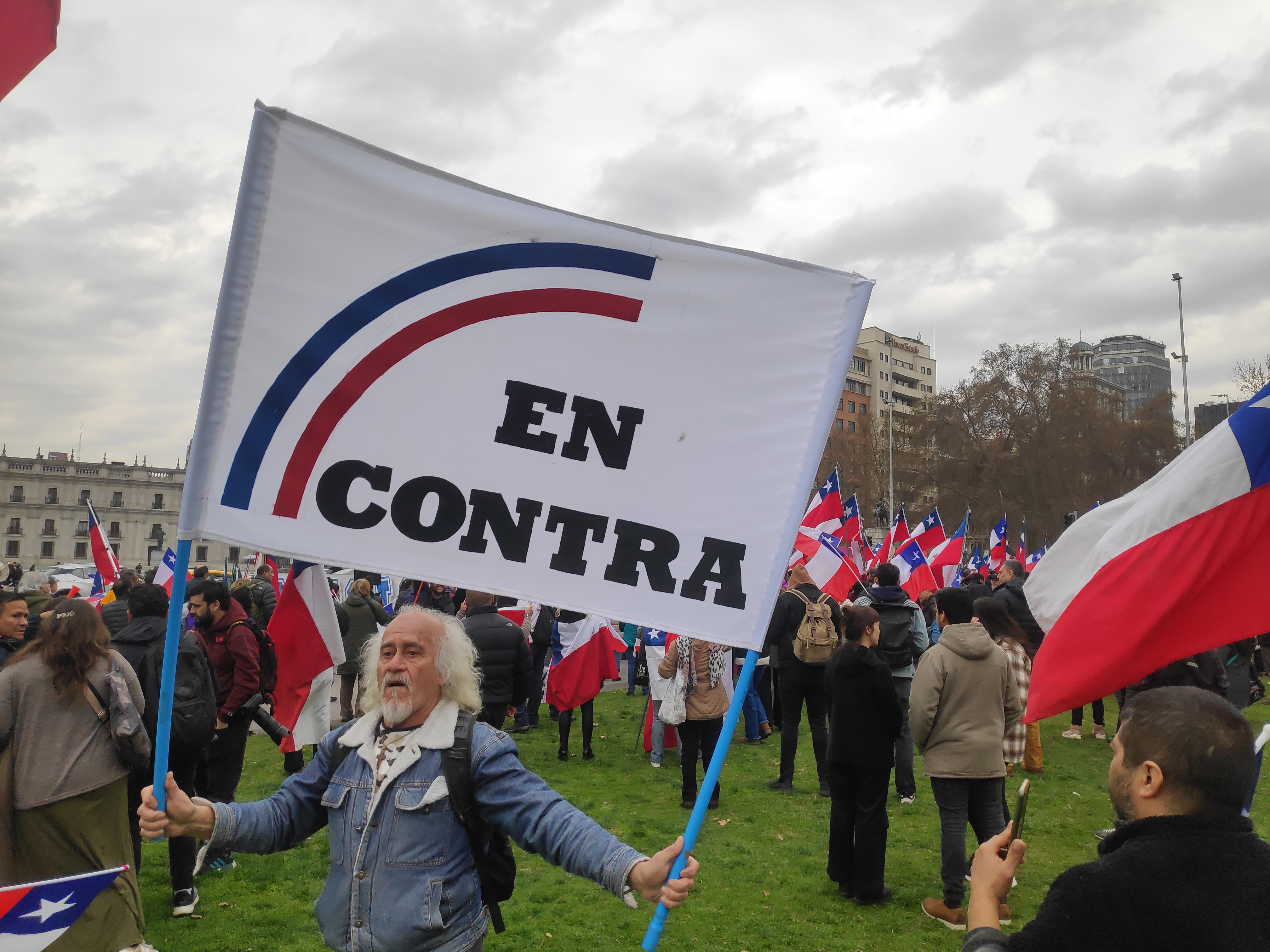
Campagna di rifiuto, settembre 2023.

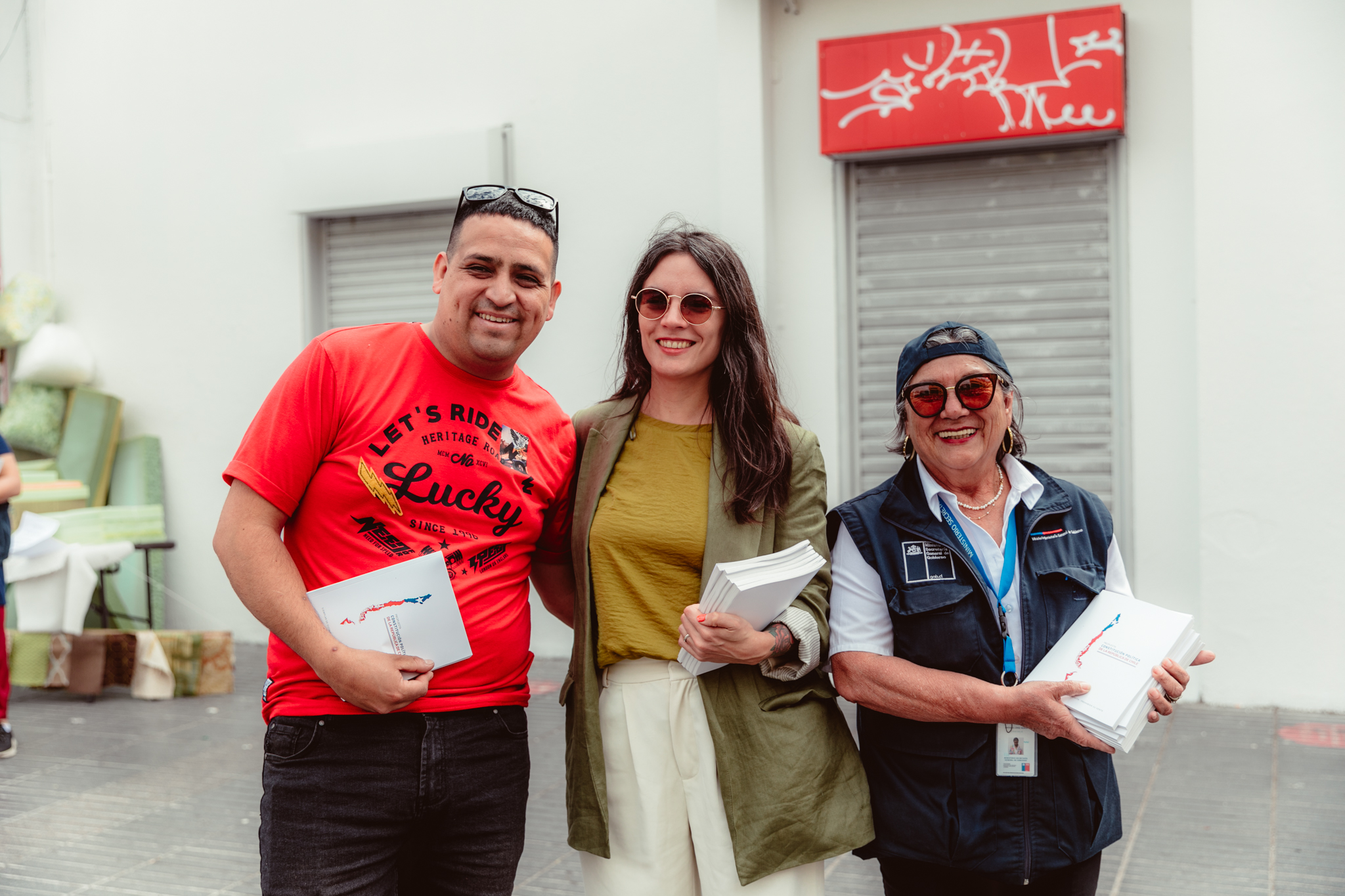
La ministra Camila Vallejo mentre distribuisce, nell’ottica di una campagna pre-referendaria di voto informato, le copie della Costituzione in bozza.

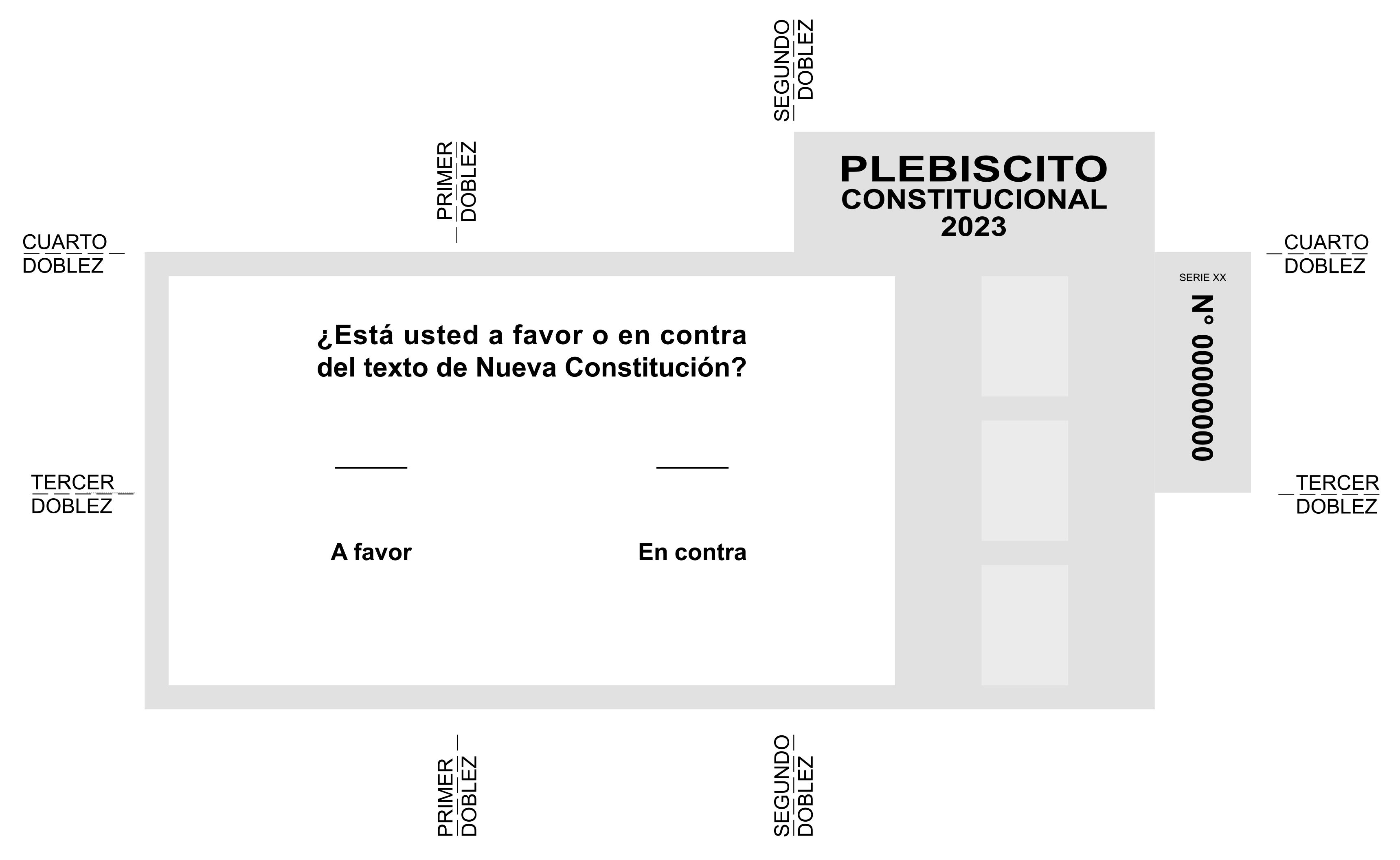
La scheda elettorale utilizzata per la consultazione.

L'esito referendario, cui ha partecipato l'84,48% degli aventi diritto, ha visto il rigetto della proposta con il 55,76% dei voti e, conseguentemente a quanto detto dal presidente Gabriel Boric, la fine ufficiale del processo costituente, con il mantenimento della Costituzione cilena corrente, in vigore dal 1980.

## Contesto
La consultazione si inserisce nel quadro del processo di riforma apertosi dopo le proteste del 2019-2020: il plebiscito nazionale del 2020 aveva visto prevalere l'opzione diretta a dotare il Paese di una nuova Costituzione, superando così la Carta del 1980, approvata durante il regime di Augusto Pinochet (sebbene più volte emendata); nel 2021 si erano tenute le elezioni della Convenzione costituzionale, incaricata di redigere la nuova Carta fondamentale; il 4 luglio 2022, dopo un anno esatto dall'inizio dei lavori, era stato ufficializzato il testo della bozza della nuova Costituzione (Propuesta de Constitución Política), ma quest’ultima, considerata da molti commentatori come una delle più avanzate dal punto di vista sociale, è stata infine bocciata, grazie anche ad una campagna a favore del No massicciamente finanziata da fondi di privati e caratterizzata dall'ampio uso di disinformazione e fake news atte a screditare il nuovo testo costituzionale.
Nonostante i risultati, tuttavia, il presidente Gabriel Boric ha comunque indicato che il plebiscito fallimentare non sarebbe stato la fine del processo costituente, prevedendo, in accordo con il Congresso nazionale, l’avvio di un nuovo processo con le elezioni del Consiglio costituzionale cileno del 2023, nell’ambito di un sistema molto più limitato che avrebbe visto il Congresso proporre una bozza ed il Consiglio costituzionale poterla solo emendare. 
Dunque, in seguito alla vittoria destra capeggiata dal Partito Repubblicano, la pressoché equilibrata proposta parlamentare è stata orientata in senso molto conservatore e liberista, rendendo dunque il testo approvato in bozza, annunciato il 5 ottobre e diffuso l’8 novembre, agli antipodi del precedente. Conseguentemente, dunque, è stata indetta la consultazione referendaria, ma, questa volta, il presidente Gabriel Boric ha avvisato che un eventuale fallimento del referendum avrebbe determinato la fine della fase costituente ed il mantenimento della Carta del 1980.

## Risultati
| No             | 6 894 287  | 55,76 |  |  |  |  |  |  |
| Sì             | 5 470 025  | 44,24 |  |  |  |  |  |  |
| Totale         | 12 364 312 | 100   |  |  |  |  |  |  |
|                |            |       |  |  |  |  |  |  |
| Schede bianche | 169 921    | 1,31  |  |  |  |  |  |  |
| Schede nulle   | 480 730    | 3,69  |  |  |  |  |  |  |
| Votanti        | 13 014 963 | 84,48 |  |  |  |  |  |  |
| Elettori       | 15 406 352 |       |  |  |  |  |  |  |

- Le due opzioni figuravano sulla scheda elettorale nelle forme di Apruebo ("approvo") e Rechazo ("respingo") rispetto alla proposta di nuova Costituzione.